# Trierisch
Das Trierische ist eine Dialektgruppe, die in der Stadt Trier gesprochen wird. Umgangssprachlich wird es als „Trierer Platt“ bezeichnet. Trierisch gehört zur moselfränkischen Dialektgruppe. Es gibt nicht nur einen Trierischen Dialekt, sondern je nach Stadtteil unterschiedliche. Das Trierisch unterscheidet sich außerdem relativ deutlich von den Dialekten der umliegenden Dörfer, deren Bewohner ihren Dialekt üblicherweise nicht als Trierisch bezeichnen.
Als Begründung für die Abweichungen des Trierer Dialekts vom Moselfränkischen wird gelegentlich auf Berliner Einflüsse hingewiesen: Als Trier 1815 zu Preußen kam, erfolgte ein starker Zuzug preußischer Beamter, die einen bleibenden Einfluss auf die Sprache ausgeübt haben sollen.
- Helmut Haag: Plädoyer für den Porz
- Helmut Leiendecker: Schnäägen
- Lieselotte Haupers: Dä Landbriefträjer